# Tympanoptera laevis
Tympanoptera laevis är en insektsart som beskrevs av Max Beier 1954. Tympanoptera laevis ingår i släktet Tympanoptera och familjen vårtbitare. Inga underarter finns listade i Catalogue of Life.